# Yahia Attiyat Allah
Yahia Attiyat Allah El Idrissi ( em árabe: يحيى عطية الله  ; Safim - 2 de março de 1995) é um futebolista marroquino que joga como lateral-esquerdo ou ponta-esquerda. Atualmente defende o Al-Ahly, emprestado pelo Sochi.

## Carreira
Em 10 de novembro de 2022, ele foi convocado para a histórica seleção do Marrocos para a Copa do Mundo da FIFA 2022 no Catar, que se tornou a primeira seleção africana a chegar às semifinais, após vencer Portugal por 1 a 0.

## Títulos
Wydad Casablanca
- Campeonato Marroquino: 2020–21, 2021–22
- Liga dos Campeões da CAF: 2021–22

Al-Ahly
- Supercopa do Egito: 2024
- Copa África-Ásia-Pacífico da FIFA: 2024

### Prêmios individuais
- Time da temporada do Campeonato Marroquino: 2021–22[6]
- Jogador da temporada do Wydad Casablanca: 2021–22

### Outros
- Ordem do Trono (Marrocos): 2022[7]